# Smakosz
Smakosz (tytuł oryg. Jeepers Creepers) – film fabularny (horror) z 2001 roku, wykreowany przez fana gatunku Victora Salvę, twórcę filmu Siła spokoju (2006). Producentem wykonawczym projektu jest Francis Ford Coppola. Film doczekał się trzech sequeli − Smakosz 2 (2003), Smakosz 3 (2017) oraz Smakosz: Odrodzenie (2022).

## Obsada
- Gina Philips − Patricia „Trish” Jenner
- Justin Long − Darry Jenner
- Jonathan Breck − Smakosz
- Patricia Belcher − Jezelle Gay Hartman
- Eileen Brennan − kobieta z kotami
- Brandon Smith − sierżant David Tubbs

## Opis fabuły
Rodzeństwo Trish i Darry Jennerowie wybiera się w rodzinne strony. Początkowo nudna i dłużąca się podróż przemienia się w koszmar, gdy podążając samotną autostradą, są świadkami budzącej grozę sytuacji. Mężczyzna w długim płaszczu wrzuca wielki zakrwawiony pakunek do rury ściekowej. Młodzi − jedyni świadkowie podejrzanego incydentu − zostają przez niego zaatakowani, decydują się jednak wrócić w tajemnicze miejsce i na własne oczy przekonać się, czy w tajemniczym zajściu aby na pewno nikt nie ucierpiał. To, czego doświadczają, zmienia przebieg zdarzeń z przerażających na makabryczne.
Darry grzęźnie w przykościelnej krypcie, w której odnajduje umierającego młodego mężczyznę oraz kilkaset ludzkich zwłok, pozszywanych ze sobą grubymi nićmi. Wraz z siostrą chłopak dojeżdża do pobliskiej kawiarni, gdzie oboje wzywają pomoc. Darry odbiera telefon od ekscentryczki, która ostrzega go przed piosenką o tytule Jeepers Creepers − ma ona bowiem być zapowiedzią zbliżającego się zagrożenia. Po dotarciu policji do baru, dochodzi do nietypowej sytuacji − niezidentyfikowany mężczyzna włamuje się do auta Jennerów i obwąchuje znajdującą się w nim bieliznę Darry'ego. Następnie, podczas podróży na komisariat, para policjantów zostaje zamordowana przez latającą postać o wyglądzie potwora. Ku zaskoczeniu Jennerów, jest to postać ich prześladująca. Rodzeństwo trafia niedługo potem na miejscowy posterunek policyjny, gdzie zjawia się kobieta, od której wcześniej telefon odebrał Darry, Jezelle. Trish i Darry dowiadują się od niej nieco na temat ścigającego ich mordercy − nie jest on istotą ludzką, budzi się raz na dwadzieścia trzy lata, by przez dwadzieścia trzy dni polować na ludzi; zjada określone części ich ciał, które go posilają. Właśnie po mrocznej opowieści wróżbitki Jezelle, na posterunku pojawia się opisywany. Po zamordowaniu jednego z więźniów i funkcjonariuszy, porywa Darry'ego, nie zważając nawet na prośby Trish, która w zamian za uwolnienie brata, chce mu złożyć w ofierze siebie samą.
W ostatniej scenie, przedstawionej w opuszczonej fabryce, ukazane zostają pozbawione oczu zwłoki Darry'ego. Scenie towarzyszy melodia piosenki Jeepers Creepers.

### Alternatywne zakończenie
Istnieje alternatywne zakończenie filmu, które ostatecznie nie zostało wykorzystane. W scenie wieńczącej Smakosz dostaje to, czego chciał, lecz cała historia okazuje się być jedynie opowieścią chłopaka, imieniem Gary, którą przedstawił on swojej dziewczynie Lisie (Gary i Lisa również grani byli przez Justina Longa i Ginę Philips). Dziewczyna nie wierzy swojemu chłopakowi. Następnie para odchodzi od rozpalonego ogniska, by nie przegapić wyczekiwanego autobusu. Decydują się jednak dojechać w upragnione miejsce autostopem. Zbiegiem okoliczności, natrafiają na ciężarówkę Smakosza.

## Box office
W pierwszy weekend wyświetlania filmu w amerykańskich kinach (w dwóch tysiącach dziewięćset czterdziestu czterech kinach) zarobił on 37 904 175 dolarów. Na całym świecie film zainkasował łącznie 59 217 789 $.